# Rezerwat przyrody Ostrov kormoránov
Rezerwat przyrody Ostrov kormoránov (pol. Wyspa Kormoranów) – nieistniejący już rezerwat przyrody nad Dunajem w południowo-zachodniej Słowacji. Był to jeden z najstarszych rezerwatów przyrody utworzonych w tym kraju i jednocześnie pierwszy rezerwat ornitologiczny w ówczesnej Czechosłowacji.

## Położenie
Rezerwat znajdował się w zachodniej części Niziny Naddunajskiej, na wielkiej Wyspie Żytniej, a na niej na mniejszej wyspie między głównym tokiem a jednym z martwych ramion Dunaju (słow. Kalinkovské rameno), ok. 3 km na zach. od wsi Kalinkovo i ok. 4 km na północny zachód od Hamuliakova (obecnie powiat Senec).

## Historia
Utworzony został 17 stycznia 1929 (źródła przytoczone w „Bibliografii” podają rok 1933) na pow. 110 ha w porozumieniu z właścicielem tych terenów, hrabią E. Lónyayem (1863-1946). Leżał w granicach katastralnych wsi Podunajské Biskupice. Powodem powołania rezerwatu było powstanie tu krótko po zakończeniu I wojny światowej licznej kolonii kormorana zwyczajnego – ptaka wówczas rzadko tu spotykanego.
Kolonia kormoranów stała się wkrótce celem obserwacji i badań ornitologów słowackich i czeskich. W 1934 r. złowiono w niej kilkanaście osobników do kolekcji Słowackiego Muzeum Przyrodniczego w Bratysławie.
Również ok. połowy lat 30. powstał obraz słowackiego malarza Štefana Prohászki-Tallósa pt. Ostrov Kormoránov (Obecnie w kolekcji Słowackiej Galerii Narodowej).
Rezerwat był miejscem realizacji krótkometrażowego, czarno-białego słowackiego filmu dokumentalnego z 1944 r. pt. Ostrov kormoránov. Jego twórcą był Paľo Bielik (1910-1983), w późniejszych latach znany słowacki reżyser filmowy. O przyrodzie rezerwatu opowiada również książka pt. Na ostrove kormoránov (Bratislava, wyd. Mladé letá 1961), której autorem jest Jozef Ponec (1918-2006), słowacki przyrodnik, pisarz i fotograf.
Kolonia kormoranów opustoszała na początku lat 60. XX w. W 1979 r. wyspa została odlesiona. W roku 1983 rezerwat został zniesiony w związku z rozpoczętą budową zbiornika wodnego Gabčikovo. Po wzniesieniu zapory wodnej Gabčikovo i wypełnieniu zbiornika poziom wody podniósł się i w 1992 r. teren rezerwatu praktycznie zniknął pod wodą.
Jednocześnie sedymentacja osadów, niesionych wodami Dunaju, formuje obecnie w tym rejonie nowy biotop o roboczej nazwie Hrušov. Składa się on na razie z coraz obszerniejszych trzcinowisk, w których gnieździ się m.in. rzadka wąsatka.

## Charakterystyka dawnego rezerwatu
Teren rezerwatu leżał na wysokości 126,3 – 130,4 m n.p.m. W części tworzyły go obszary trwale podtapiane, a w części tereny zalewane okresowo. Teren pokrywały pierwotne łęgi wierzbowo-topolowe o naturalnym składzie gatunkowym i strukturze wiekowej. Dominującym drzewem była wierzba biała, której towarzyszyły głównie dwa gatunki topoli: czarna i szara. W runie leśnym mozaikowo występowały różne gatunki rdestu. W podmokłych depresjach terenowych niezapominajka błotna, turzyca błotna, na miejscach prześwietlonych inwazyjna nawłoć późna. Na wyżej położonych stanowiskach (o niższym poziomie wód gruntowych) rosły żywokost lekarski, mozga trzcinowata i pokrzywa zwyczajna.
Bogatą awifaunę, oprócz wspomnianego kormorana, reprezentowały gniazdujące tu czapla siwa i kania czarna. Zwracały uwagę populacje kilku gatunków dzikich kaczek, zwłaszcza liczna populacja krzyżówki. Zimą regularnie utrzymywało się tu stadko kilku sztuk bielików.